# Južni Vietnam
Južni Vietnam, uradno Republika Vietnam vietnamsko Việt Nam Cộng hòa; Chữ Hán 越南共和; francosko République du Viêt Nam), je bila država v Jugovzhodni Aziji, ki je obstajala od leta 1955 do 1975, v obdobju, ko je bil južni del Vietnama član zahodnega bloka med obdobjem hladne vojne po delitvi Vietnama leta 1954. Prvič je bil mednarodno priznan leta 1949 kot država Vietnam v okviru Francoske unije s prestolnico v Sajgonu (preimenovanem v Hošiminh leta 1976), preden je leta 1955 postal republika. Južni Vietnam je na severu mejil na Severni Vietnam, Laos na severozahodu, Kambodžo na jugozahodu in Tajsko čez Tajski zaliv na jugozahodu. Njeno suverenost so priznale ZDA in 87 drugih držav, čeprav ji zaradi veta Sovjetske zveze leta 1957 ni uspelo pridobiti vstopa v Združene narode. Leta 1975 jo je nasledila Republika Južni Vietnam.
Ob koncu druge svetovne vojne so protijaponske gverilske sile Việt Minh (koalicija za nacionalno neodvisnost), ki jih je vodil komunistični borec Ho Ši Minh, septembra 1945 v Hanoju razglasile ustanovitev Demokratične republike Vietnam. Leta 1949 so protikomunistični politiki v Sajgonu oblikovali konkurenčno vlado, ki jo je vodil nekdanji cesar Bảo Đại. Referendum leta 1955 o prihodnji obliki vlade države je bil zelo sporen in se je končal z odstavitvijo Bảo Đạija s strani premierja Ngô Đình Diệma, ki se je 26. oktobra 1955 razglasil za predsednika nove republike. Po ženevski konferenci leta 1954 je opustila svoje zahteve po severnem delu države in vzpostavila svojo suverenost nad južno polovico Vietnama, ki jo sestavljata Cochinchina (Nam Kỳ) – nekdanja francoska kolonija in deli Annama (Trung Kỳ) – nekdanji francoski protektorat. Diệm je bil ubit v vojaškem udaru, ki ga je vodil general Dương Văn Minh s pomočjo Cie leta 1963, sledila pa je vrsta kratkotrajnih vojaških vlad. General Nguyễn Văn Thiệu je nato vodil državo po civilnih predsedniških volitvah, ki so jih spodbujale ZDA od leta 1967 do 1975.
Vietnamska vojna se je začela leta 1955 z uporom novoorganizirane Nacionalne osvobodilne fronte za Južni Vietnam (Việt Cộng), oborožene in podprte s strani Severnega Vietnama, s podporo predvsem Kitajske in Sovjetske zveze. Večja eskalacija upora se je zgodila leta 1965 z ameriškim posredovanjem in uvedbo rednih sil marincev, ki so jim sledile enote vojske, ki so dopolnile kader vojaških svetovalcev, ki so vodili južne oborožene sile. Letala, bojne ladje in letalonosilke ameriške mornarice so na morju leta 1966 in 1967 izvajali redno bombardiranje nad Severnim Vietnamom, ki so se jim pridružile eskadrilje letalskih sil. Boji so dosegli vrhunec do te točke med ofenzivo Tet februarja 1968, ko je bilo udeleženih več kot milijon Južnovietnamskih vojakov in 500.000 ameriških vojakov v Južnem Vietnamu. Kar se je začelo kot gverilska vojna, se je sčasoma spremenilo v bolj običajen boj, ko se je razmerje moči izenačilo. Še večja oklepna invazija s severa se je začela med velikonočno ofenzivo po umiku ameriških kopenskih sil in je skoraj prevzela nekatera večja severna mesta, dokler je niso premagali.
Kljub sporazumu o premirju v okviru Pariškega mirovnega sporazuma, sklenjenega januarja 1973 po petih letih pogajanj, so se boji nadaljevali skoraj takoj zatem. Redna severnovietnamska vojska in pomožne enote Việt-Cộng so leta 1975 sprožile veliko drugo konvencionalno invazijo kombiniranega orožja. Komunistične sile so 30. aprila 1975 prevzele Sajgon, kar je pomenilo konec Republike Vietnam. 2. julija 1976 sta se začasna revolucionarna vlada Republike Južni Vietnam in Demokratična republika Vietnam (Severni Vietnam) pod nadzorom Severnega Vietnama združili v Socialistično republiko Vietnam.

## Etimologija
Uradno ime države Južni Vietnam je bilo "Republika Vietnam" (vietnamsko Việt Nam Cộng hòa; francosko République du Viêt Nam). Sever je bil znan kot »Demokratična republika Vietnam«.
Việt Nam (vietnamska izgovorjava: [vjə̀tnam]) je bilo ime, ki ga je sprejel cesar Gia Long leta 1804. Je različica Nam Việt (南 越, južni Việt), imena, ki se je uporabljalo v starih časih. Leta 1839 je cesar Minh Mạng državo preimenoval v Đại Nam ('Veliki jug'). Leta 1945 je bilo uradno ime države spremenjeno nazaj v Vietnam. Izraz Južni Vietnam je postal običajna uporaba leta 1954, ko je ženevska konferenca začasno razdelila Vietnam na komunistični in kapitalistični del.
Druga imena te države so se pogosto uporabljala med njenim obstojem, kot sta Svobodni Vietnam in Vietnamska vlada (GVN).

## Zgodovina

### Ustanovitev Južnega Vietnama
Pred drugo svetovno vojno je bila južna tretjina Vietnama koncesija (nhượng địa) Kočinčina, ki je bila pod upravo Francoske Indokine. Francoski generalni guverner (toàn quyền) v Hanoju je upravljal vseh pet delov Indokine (Tonkin, Anam, Kočinčina, Laos in Kambodža), medtem ko je bila Kočinčina (Nam Kỳ) pod francoskim guvernerjem (thống đốc), vendar so bili razlika od drugih delov z večino avtohtone inteligence in bogataši naturalizirani Francozi (Tourane zdaj Đà Nẵng v osrednji tretjini Vietnama je prav tako užival ta privilegij, ker je bilo tudi to mesto koncesija). Severna tretjina Vietnama (takrat kolonija (thuộc địa) Tonkin (Bắc Kỳ) je bila pod francoskim rezidenčnim generalom (thống sứ). Med Tonkinom na severu in Kočinčino na jugu je bil protektorat (xứ bảo hộ) Anam (Trung Kỳ), pod francoskim stalnim nadrejenim (khâm sứ). Vietnamski cesar Bảo Đại, ki je prebival v Huếju, je bil nominalni vladar Anama in Tonkina, ki sta imela vzporeden francoski in vietnamski sistem uprave, vendar je bil njegov vpliv manjši v Tonkinu kot v Anamu. Kočinčina je bila leta 1862 priključena Franciji in je bila celo izvoljena za poslanca v francoski nacionalni skupščini. Bila je bolj 'razvita' in francoski interesi so bili močnejši kot v drugih delih Indokine. Zlasti v obliki francoskih plantaž kavčuka v lasti med drugo svetovno vojno je bila Indokina pod upravo vichyjevske Francije, septembra 1940 pa jo je okupirala Japonska. Japonske čete so 9. marca 1945 strmoglavile vichyjsko upravo, cesar Bảo Đại je razglasil neodvisnost Vietnama. Ko so se Japonci 16. avgusta 1945 predali, cesar Bảo Đại je abdiciral, voditelj Việt Minha Ho Ši Minh pa je v Hanoju razglasil Demokratično republiko Vietnam (DRV) in DRV je nadzorovala skoraj celotno državo Vietnam. Junija 1946 je Francija Kočinčino razglasila za republiko, ločeno od severnega in osrednjega dela. Kitajska vojska Kuomintanga je prispela, da bi zasedla sever Vietnama od 16. severnega vzporednika, medtem ko so sile pod britanskim vodstvom septembra zasedle jug. Sile pod britanskim vodstvom so olajšale vrnitev francoskih sil, ki so se borile proti Viet Minhu za nadzor nad mesti in kraji na jugu. Francoska indokitajska vojna se je začela 19. decembra 1946, ko so Francozi ponovno prevzeli nadzor nad Hanojem in številnimi drugimi mesti.
Država Vietnam je bila ustanovljena s sodelovanjem med protikomunističnimi Vietnamci in francosko vlado 14. junija 1949. Nekdanji cesar Bảo Đại je sprejel položaj šefa države (quốc trưởng). To je bilo znano kot »rešitev Bảo Đại«. Kolonialni boj v Vietnamu je postal del svetovne hladne vojne. Leta 1950 so Kitajska, Sovjetska zveza in druge komunistične države priznale DRV, medtem ko so Združene države in druge nekomunistične države priznale vlado Bảo Đạija.
Julija 1954 sta se Francija in Việt Minh na ženevski konferenci dogovorila, da bo Vietnam začasno razdeljen na severnem 17. vzporedniku in da bo država Vietnam vladala ozemlju južno od 17. vzporednika, do združitve na podlagi nadzorovanih volitev leta 1956. V času konference se je pričakovalo, da bo jug še naprej francosko odvisen. Vendar je južnovietnamski premier Ngô Đình Diệm, ki je imel raje ameriško sponzorstvo kot francosko, zavrnil sporazum. Ko je bil Vietnam razdeljen, je 800.000 do 1 milijon Severnih Vietnamcev, predvsem (vendar ne izključno) rimokatoličanov, zaradi strahu pred verskim preganjanjem na severu odplulo proti jugu kot del operacije Prehod v svobodo. Približno 90.000 prebivalcev Việt Minha je bilo evakuiranih na sever, medtem ko jih je 5000 do 10.000 ostalo na jugu, večina z ukazom, naj se osredotočijo na politično dejavnost in agitacijo. Mirovni odbor Saigon-Čolon, prva fronta Việt Kộnga, je bil ustanovljen leta 1954, da bi zagotovil vodstvo tej skupini.

### Vlada Ngo Dinh Diema: 1955–1963
Julija 1955 je Diệm v oddaji objavil, da Južni Vietnam ne bo sodeloval na volitvah, določenih v ženevskih sporazumih. Ker delegacija Sajgona ni podpisala ženevskega sporazuma, je ta ni zavezoval – kljub temu, da je bila del Francoske unije, ki jo je sporazum zavezoval. Trdil je tudi, da je komunistična vlada na severu ustvarila pogoje, ki so onemogočili poštene volitve v tej regiji. Dennis J. Duncanson je opisal o okoliščinah, ki so prevladovale v letih 1955 in 1956, kot so »anarhija med sektami in upokojitveni Việt Minh na jugu, kampanja terorja leta 1956 zaradi zemljiške reforme v Hanoju in posledičnega kmečkega upora okoli Vinha na severu«.
Diệm je 23. oktobra 1955 izvedel referendum, da bi določil prihodnost države. Volivce je prosil, naj potrdijo republiko in tako odstranijo Bảo Đạija kot vodjo države. Anketo je nadzoroval njegov mlajši brat Ngô Đình Nhu. Diệmu so pripisali 98 odstotkov glasov. V mnogih okrožjih je bilo več glasov za odstranitev Bảo Đạija, kot je bilo registriranih volivcev (npr. v Sajgonu je 133 % registriranega prebivalstva menda glasovalo za odstranitev Bảo Đạija). Njegovi ameriški svetovalci so predlagali skromnejšo zmagovalno razliko od »60 do 70 odstotkov«. Diệm pa je na volitve gledal kot na preizkus avtoritete.  26. oktobra 1955 se je Diệm razglasil za predsednika novo razglašene republike Vietnam. Francozi, ki so potrebovali vojake za bojevanje v Alžiriji in so jih Združene države vse bolj postavljale na stran, so se do aprila 1956 povsem umaknili iz Vietnama.
Ženevski sporazumi so leta 1956 obljubljali volitve za določitev nacionalne vlade za združeni Vietnam. Leta 1957 so neodvisni opazovalci iz Indije, Poljske in Kanade, ki so predstavljali Mednarodno nadzorno komisijo (ICC), izjavili, da poštene, nepristranske volitve niso bile mogoče, in poročali, da niti Južni niti Severni Vietnam nista spoštovala sporazuma o premirju: »Volitve so bile Južni Vietnam, ki ni podpisal Ženevskega sporazuma, ni verjel, da bodo komunisti v Severnem Vietnamu omogočili poštene volitve. Januarja 1957 se je ICC strinjal s tem mnenjem in poročal, da ne Južni ne Severni Vietnam nista spoštovala premirja Ko so Francozi odšli, se je znova začela vrnitev k tradicionalnemu boju za oblast med severom in jugom.«
Oktobra 1956 je Diệm na spodbudo ZDA sprožil program zemljiške reforme, ki je omejil velikost riževih kmetij na največ 247 hektarjev na posestnika, odvečno zemljo pa je bilo prodano kmetom brez zemlje. Več kot 1,8 milijona hektarjev kmetijskih zemljišč bi bilo na voljo za nakup, ZDA bi plačale lastnikom zemljišč in prejele plačilo od kupcev v obdobju 6 let. ZDA so zemljiško reformo obravnavale kot ključni korak za vzpostavitev podpore nastajajoči južnovietnamski vladi in spodkopavanje komunistične propagande.
Komunistična partija Severnega Vietnama je na zasedanju januarja 1959 odobrila »ljudsko vojno« na jugu, to odločitev pa je marca potrdil politbiro. Maja 1959 je bila ustanovljena skupina 559 za vzdrževanje in nadgradnjo poti Ho Chi Minh Trail, v tem času šestmesečnega gorskega pohoda po Laosu. Približno 500 regroupeejev iz leta 1954 je bilo v prvem letu delovanja poslanih na jug na pot.
Diệm je poskušal stabilizirati Južni Vietnam z obrambo pred dejavnostmi Việt Kộnga. Začel je protikomunistično kampanjo obsojanja (Tố Cộng) proti Việt Kộngu in vojaške akcije proti trem močnim skupinam – Cao Đài, Hòa Hảo in združbi organiziranega kriminala Bình Xuyên, katerih vojaška moč je skupaj znašala približno 350.000 borcev.
Do leta 1960 je proces zemljiške reforme zastal. Diệm nikoli ni zares podpiral reforme, ker so bili mnogi izmed njegovih največjih podpornikov največji lastniki zemljišč v državi. Medtem ko so ZDA grozile z zmanjšanjem pomoči, če ne bodo izvedene zemljiške reforme in drugih sprememb, je Diệm pravilno ocenil, da ZDA blefirajo.
V tem obdobju se je raven pomoči in politične podpore ZDA povečala. Kljub temu je ocena ameriških obveščevalnih služb iz leta 1961 poročala, da je »polovica celotne podeželske regije južno in jugozahodno od Sajgona, pa tudi nekatera območja na severu, pod precejšnjim nadzorom komunistov. Nekatera od teh območij so dejansko zavrnjena vsej vladni oblasti, ki ni takoj podprta s precejšnjimi oboroženimi silami. Moč Việt Kộnga obkroža Sajgon in se je pred kratkim začela približevati mestu.«
Mnogi menijo, da [Diem] ne more zbrati ljudi v boju proti komunistom zaradi njegovega zanašanja na navidezno vladavino enega človeka, njegove strpnosti do korupcije, ki se razteza celo na njegovo neposredno okolico, in njegovega zavračanja sprostitve togega sistema javnih kontrole.

### 1963–1973
Diệmova vlada je izgubila podporo med prebivalstvom in Kennedyjevo administracijo zaradi zatiranja budistov in vojaških porazov Việt Kộnga. Predvsem streljanje v Huế Phật Đảnu 8. maja 1963 je povzročilo budistično krizo, ki je sprožila obsežne proteste in civilni odpor. Situacija je prišla do vrhunca, ko so bile posebne enote poslane v napad na budistične templje po vsej državi, pri čemer je bilo število smrtnih žrtev ocenjeno na stotine. Diệm je bil strmoglavljen z državnim udarom 1. novembra 1963 s tihim soglasjem ZDA.
Diệmova odstranitev in atentat sta sprožila obdobje politične nestabilnosti in padajoče legitimnosti sajgonske vlade. General Dương Văn Minh je postal predsednik, a ga je januarja 1964 odstavil general Nguyễn Khánh. Phan Khắc Sửu je bil imenovan za vodjo države, vendar je oblast ostala v rokah hunte generalov pod vodstvom Khánha, ki je kmalu padla v notranje spopade. Medtem je incident v Tonkinškem zalivu 2. avgusta 1964 povzročil dramatično povečanje neposredne ameriške udeležbe v vojni, saj je bilo do konca leta napotenih skoraj 200.000 vojakov. Khánh je skušal izkoristiti krizo z listino Vũng Tàu, novo ustavo, ki bi omejila državljanske svoboščine in osredotočila njegovo moč, vendar je bil prisiljen odstopiti zaradi obsežnih protestov in stavk. Septembra in februarja 1965 sta sledila poskusa državnega udara, pri čemer je slednji vodil maršal letalstva Nguyễn Cao Kỳ, ki je postal premier, general Nguyễn Văn Thiệu pa nominalni vodja države.
Kỳ in Thieu sta delovala v teh vlogah do leta 1967 in vladi prinesla tako želeno stabilnost. Uvedli so cenzuro in suspendirali državljanske svoboščine ter okrepili protikomunistična prizadevanja. Pod pritiskom ZDA so leta 1967 izvedli volitve za predsednika in zakonodajno telo. Volitve v senat so potekale 2. septembra 1967. Predsedniške volitve so potekale 3. septembra 1967. Thiệu je bil izvoljen za predsednika s 34 % glasov v širokem krogu kritizirana anketa. Parlamentarne volitve so bile 22. oktobra 1967.
31. januarja 1968 sta Ljudska vojska Vietnama (PAVN) in Việt Kộng prekinila tradicionalno premirje, ki je spremljalo praznik Tết (lunarno novo leto). Ofenziva Tet ni sprožila nacionalne vstaje in je bila vojaško katastrofalna. Vendar pa je s tem, ko je vojno prinesel v mesta Južnega Vietnama in z dokazovanjem stalne moči komunističnih sil, pomenil preobrat v podpori ZDA vladi v Južnem Vietnamu. Nova administracija Richarda Nixona je uvedla politiko vietnamizacije, da bi zmanjšala bojno udeležbo ZDA, in začela pogajanja s Severnimi Vietnamci za konec vojne. Thiệu je izkoristil posledice ofenzive Tet, da je odrinil Kỳ, svojega glavnega tekmeca.
26. marca 1970 je vlada začela izvajati program zemljiške reforme Land to the Tiller, pri čemer so ZDA zagotovile 339 milijonov USD od stroškov programa, ki je znašal 441 milijonov USD. Posamezna zemljiška posest je bila omejena na 15 hektarjev.
Ameriške in južnovietnamske sile so med aprilom in julijem 1970 sprožile serijo napadov na baze PAVN/VC v Kambodži. Južni Vietnam je februarja/marca 1971 začel invazijo na severnovietnamske baze v Laosu in jih je PAVN premagal, kar je bilo splošno cenjeno. kot nazadovanje vietnamizaciji.
Thiệu je bil brez protikandidata ponovno izvoljen na predsedniških volitvah 2. oktobra 1971.
Severni Vietnam je proti koncu marca 1972 sprožil konvencionalno invazijo na Južni Vietnam, ki pa je bila nazadnje zavrnjena šele oktobra z obsežno zračno podporo ZDA.

### 1973–1975
V skladu s pariškim mirovnim sporazumom, podpisanim 27. januarja 1973, so se ameriške vojaške sile konec marca 1973 umaknile iz Južnega Vietnama, medtem ko je bilo silam PAVN na jugu dovoljeno, da ostanejo tam.
Voditelji Severnega Vietnama so pričakovali, da bodo pogoji o prekinitvi ognja na njihovi strani. Ko je Sajgon začel zavračati Việt Kộng, so ugotovili, da je treba sprejeti novo strategijo, ki so jo oblikovali na vrsti srečanj v Hanoju marca 1973, glede na spomine Trần Văn Trà. Kot vrhovni poveljnik Việt Kộnga je Trà sodeloval na več teh srečanjih. Pripravljen je bil načrt za izboljšanje logistike, da bi PAVN lahko začela obsežno invazijo na jug, predvideno za leto 1976. Plinovod bi zgradili od Severnega Vietnama do začasne prestolnice Việt Kộng v Lộc Ninhu, približno 97 km severno od Sajgona.
15. marca 1973 je ameriški predsednik Richard Nixon namignil, da bodo ZDA vojaško posredovale, če bo komunistična stran kršila premirje. Odziv javnosti ni bil naklonjen in 4. junija 1973 je ameriški senat sprejel amandma Case–Church, ki prepoveduje takšno posredovanje. Šok cen nafte oktobra 1973 je povzročil znatno škodo gospodarstvu Južnega Vietnama. Tiskovni predstavnik Thiệuja je v televizijskem intervjuju priznal, da je bila vlada "preobremenjena" z inflacijo, ki jo je povzročil naftni šok, medtem ko je ameriški poslovnež, ki živi v Sajgonu, po naftnem šoku izjavil, da je poskus služenja denarja v Južnem Vietnamu »kot služenje ljubezen do trupla«. Ena od posledic inflacije je bila, da je južnovietnamska vlada imela vse večje težave pri plačevanju svojih vojakov in je uvedla omejitve glede uporabe goriva in streliva.
Po dveh spopadih, v katerih je umrlo 55 južnovietnamskih vojakov, je predsednik Thiệu 4. januarja 1974 razglasil, da se je vojna znova začela in da Pariški mirovni sporazum ne velja več. Med obdobjem prekinitve ognja je bilo več kot 25.000 južnovietnamskih žrtev. Istega meseca je Kitajska napadla južnovietnamske sile na Paracelskih otokih in prevzela nadzor nad otoki.
Avgusta 1974 je bil Nixon zaradi afere Watergate prisiljen odstopiti, ameriški kongres pa je glasoval za zmanjšanje pomoči Južnemu Vietnamu z 1 milijarde dolarjev na leto na 700 milijonov dolarjev. V tem času je bila pot Ho Chi Minh, nekoč naporna gorska pot, nadgrajena v vozno cesto z bencinskimi črpalkami.
Decembra 1974 je PAVN začela invazijo na Phuoc Long, da bi preizkusila bojno moč in politično voljo Južnega Vietnama ter preverila, ali se bodo ZDA vojaško odzvale. Ker ni bilo prihajajoče vojaške pomoči ZDA, ARVN ni mogla zadržati in PAVN je uspešno zavzela številna okrožja okoli glavnega mesta province Phuoc Long, kar je oslabilo odpor ARVN na območjih trdnjav. Predsednik Thiệu je kasneje zapustil Phuoc Long v začetku januarja 1975. Posledično je bilo Phuoc Long prvo glavno mesto province, ki je padlo v roke PAVN.
Leta 1975 je PAVN začela ofenzivo na Ban Me Thuot v osrednjem višavju, v prvi fazi tega, kar je postalo znano kot Ho Ši Minhova kampanja. Južni Vietnamci so neuspešno poskušali obrambo in protinapad, vendar so imeli malo rezervnih sil, pa tudi pomanjkanje rezervnih delov in streliva. Posledično je Thiệu ukazal umik ključnih vojaških enot iz osrednjega višavja, kar je poslabšalo že tako nevarno vojaško situacijo in spodkopalo zaupanje vojakov ARVN v njihovo vodstvo. Umik je postal pobeg, ki so ga poslabšali slabo načrtovanje in nasprotujoči si ukazi Thiệuja. Sile PAVN so napadle tudi proti jugu in iz svetišč v Laosu in Kambodži ter zavzele Huế in Da Nang ter napredovale proti jugu. Ko so se vojaške razmere poslabšale, so enote ARVN začele dezertirati. Do začetka aprila je PAVN preplavil skoraj 3/5 juga.
Thiệu je zaprosil za pomoč ameriškega predsednika Geralda Forda, vendar ameriški senat ni hotel izdati dodatnega denarja za pomoč Južnemu Vietnamu in je že sprejel zakone za preprečevanje nadaljnje vpletenosti v Vietnam. V obupu je Thiệu odpoklical Kỳ po upokojitvi kot vojaški poveljnik, vendar se je uprl pozivom, da bi imenoval svojega starega tekmeca za premierja.

### Padec Sajgona: april 1975
Morala je bila v Južnem Vietnamu nizka, ko je PAVN napredovala. V bitki pri Šuân Lộcu od 9. do 21. aprila je 18. divizija ARVN izvedla zadnjo obrambo. Thiệu je 21. aprila 1975 odstopil in pobegnil na Tajvan. Za svojega naslednika je imenoval svojega podpredsednika Trần Văn Hươnga. Po samo enem tednu mandata je nacionalna skupščina Južnega Vietnama izglasovala predajo predsedniškega položaja generalu Dương Văn Minhu. Minh je veljal za bolj spravljivo osebnost do severa in upali so, da bi se lahko pogajal za ugodnejšo rešitev za konec vojne. Severa pa pogajanja niso zanimala in njegove sile so zavzele Sajgon. Minh je 30. aprila 1975 brezpogojno predal Sajgon in preostali del Južnega Vietnama Severnemu Vietnamu.
V nekaj urah pred predajo so Združene države izvedle množično evakuacijo osebja ameriške vlade, pa tudi visokih članov ARVN in drugih Južnih Vietnamcev, ki so veljali za potencialne tarče preganjanja komunistov. Številne evakuirane so s helikopterjem odpeljali neposredno na več letalonosilk, ki so čakale ob obali.

### Začasna revolucionarna vlada
Po predaji Sajgona severnovietnamskim silam 30. aprila 1975 je začasna revolucionarna vlada Republike Južni Vietnam uradno postala vlada Južnega Vietnama, ki se je 2. julija združila z Demokratično republiko Vietnam in leta 1976 ustvarila Socialistično republiko Vietnam.